# Gian Gaetano Orsini
Gian Gaetano Orsini (Roma, 1285 circa – Avignone, 27 agosto 1335) è stato un cardinale italiano.

## Biografia
Studiò lettere presso l'Università di Padova, studi che comprendevano anche retorica; seguì anche studi legali.
Prima del 1308 era già canonico della cattedrale di Reims; verso il 1316 risiedeva presso la corte papale di Avignone come familiaris del cardinale Napoleone Orsini, suo cugino; con il suo appoggio riuscì ad ottenere numerosi benefici.
Fu nominato cardinale-diacono di San Teodoro nel concistoro del 17 dicembre 1316 da papa Giovanni XXII; il 16 settembre 1317 ricevette anche il titolo di San Marco in commendam e mantenne entrambi i titoli fino alla morte.
Nel maggio 1318, con i cardinali Napoleone Orsini e Giacomo Caetani Stefaneschi, portò il pallio a Berengario di Landorra, O.P., arcivescovo di Santiago di Compostela appena eletto. Nell'agosto 1324, con altri cinque cardinali diaconi, portò il pallio a Heinrich von Sternberg, vescovo di Bamberga. Tra il 1326 ed il 1334 fu nominato legato a latere in Italia con ampie facoltà sulle province della Romagna, Toscana, Marche, Umbria e Sardegna: il suo compito era quello di pacificare le rivolte che erano scoppiate nei territori già sottoposti all'autorità papale, ma la sua missione non ebbe successo.
Partecipò al conclave del 1334 che elesse papa Benedetto XII. Morì il 27 agosto 1335 e fu sepolto nella chiesa dei francescani di Avignone.